# 導煙機
導煙機是一種現代廚房的排煙設備, 必須搭配油煙機（又稱抽油煙機、排油煙機）, 主要是利用向上吹的風牆阻隔炒菜油煙, 並導流至除油煙機吸入口, 讓油煙能更順利地排出室外.